# Yokosuka B3Y
Yokosuka B3Y, hay Máy bay Ném bom Hải quân Kiểu 92 hoạt động trên tàu sân bay là một kiểu máy bay ném ngư lôi hai tầng cánh hoạt động trong thập niên 30. Được thiết kế bởi Xưởng kỹ thuật Hàng không Hải quân Yokosuka, mặc dù có cuộc thử nghiệm không ấn tượng cho lắm, nó vẫn được Hải quân Đế quốc Nhật Bản đưa vào hoạt động cho đến khi được thay thế bởi kiểu máy bay khác hiện đại hơn.

## Thiết kế và phát triển
Năm 1932,Hải quân Đế quốc Nhật Bản đã ra lời yêu cầu cho một loại máy bay ném ngư lôi mới để thay thế kiểu cũ là Mitsubishi B2M. Xưởng kỹ thuật hàng không Yokosuka đã tham gia vào cuộc thi thiết kế kiểu máy bay này cùng với Mitsubishi và Nakajima.
Kiểu máy bay mà Yokosuka thiết kế là máy bay hai tầng cánh, một động cơ và ba chỗ ngồi. Thân máy bay cấu trúc bằng thép ống với 2 cánh bằng gỗ có thể gấp lại nhằm giảm diện tích án ngữ trên tàu sân bay. Máy bay có một động cơ Hiro Kiểu 91 hình chữ W có công suất từ 450 đến 600 kW (600 và 750 mã lực).
Tuy nhiên, mẫu thử nghiệm của kiểu máy bay này lại cho thấy khả năng điều khiển và độ ổn định kém, chưa kể động cơ lại tỏ ra không đáng tin cậy. Mặc dù vậy, 2 mẫu máy bay cạnh tranh của Mitsubishi và Nakajima thậm chí còn tệ hơn nên sau một vài sửa đổi, kiểu máy bay này đã được chấp nhận đưa vào hoạt động ở Hải quân từ tháng 8 năm 1933 với tên gọi Máy bay Ném bom Hải quân Kiểu 92, hay tên gọi ngắn hơn là B3Y1, được đưa vào sản xuất bởi Aichi, Watanabe và Quân xưởng Hải quân Hiro. 129 chiếc đã được sản xuất từ đó cho đến năm 1936.

## Lịch sử hoạt động
B3Y1 tiếp tục gặp phải một số vấn đề về động cơ nên phải thường xuyên được bảo dưỡng dưới mặt đất. Nó đã tham gia vào giai đoạn đầu của cuộc Chiến tranh Trung-Nhật, đặc biệt đạt chính xác cao ở các mục tiêu nhỏ. B3Y sau đó đã từng bước bị loại bỏ khỏi nhiệm vụ chiến đấu, và được thay thế bằng máy bay ném bom bổ nhào Aichi D1A hay máy bay ném ngư lôi Yokosuka B4Y.

## Quốc gia sử dụng
Nhật Bản
- Không lực Hải quân Đế quốc Nhật Bản

## Đặc điểm kỹ thuật (B3Y)
Dữ liệu từ Japanese Aircraft 1910-1941.

### Đặc tính chung
- Đội bay: 3 người
- Chiều dài: 9,50 m (31 ft 2 in)
- Sải cánh: 13,51 m (44 ft 3¾ in)
- Chiều cao: 3,73 m (12 ft 2¾ in)
- Diện tích cánh: 50 m² (538 ft²)
- Trọng lượng không tải: 1.850 kg (4,087 lb)
- Trọng lượng có tải: 3.200 kg (7,045 lb)
- Động cơ: 1×động cơ Kiểu 91 xy-lanh bố trí chữ V, 447 kW (600 mã lực)

### Đặc tính bay
- Tốc độ tối đa: 219 km/h (118 kn, 136 mph)
- Lực nâng của cánh: 64 kg/m² (13,1 lb/ft²)
- Tỉ lệ công suất/khối lượng: 0,14 kW/kg (0,085 hp/lb)
- Thời gian bay: 4½ giờ

### Vũ khí
- 1 × súng máy 7,7 mm (.303 in) bắn xuyên cánh quạt phía trước và 1 súng máy bắn về phía sau ở vị trí người quan sát
- 1 × 800 kg (1.764 lb) ngư lôi hoặc 500 kg (1.102 lb) bom

### Máy bay tương tự
- Mitsubishi B2M
- Yokosuka B4Y
- Blackburn Shark
- Fairey Swordfish
- Martin BM